# Aimless Love
Aimless Love är ett musikalbum av John Prine, utgivet 1984. Detta album var det första Prine gjorde på det egna skivbolaget Oh Boy Records, sedan han lämnat Asylum Records efter skivan Storm Windows 1980. Albumet fick mestadels ett varmt mottagande men var hans första som aldrig nådde placering på amerikanska Billboardlistan. Bob Dylan, som vid flera tillfällen visat uppskattning för Prines musik, framförde albumets låt "People Puttin' People Down" under en konsert i Rom 1991.

## Låtlista
(upphovsman inom parentes)
1. "Be My Friend Tonight" (Prine, Roger Cook, Shel Silverstein)  – 3:15
2. "Aimless Love" (Prine)  – 3:07
3. "Me, Myself and I" (Prine, Spooner Oldham, Dan Penn)  – 2:42
4. "The Oldest Baby in the World" (Prine, Donnie Fritts)  – 3:05
5. "Slow Boat to China" (Prine, Bobby Whitlock, Linda Whitlock)  – 3:46
6. "The Bottomless Lake" (Prine)  – 3:42
7. "Maureen, Maureen" (Prine)  – 3:16
8. "Somewhere Someone's Falling in Love" (Prine, Donnie Fritts)  – 3:04
9. "People Puttin' People Down" (Prine)  – 2:48
10. "Unwed Fathers" (Prine, Bobby Braddock)  – 3:30
11. "Only Love" (Prine, Roger Cook, Sandy Mason)  – 3:29